# Kanizsa Georgina

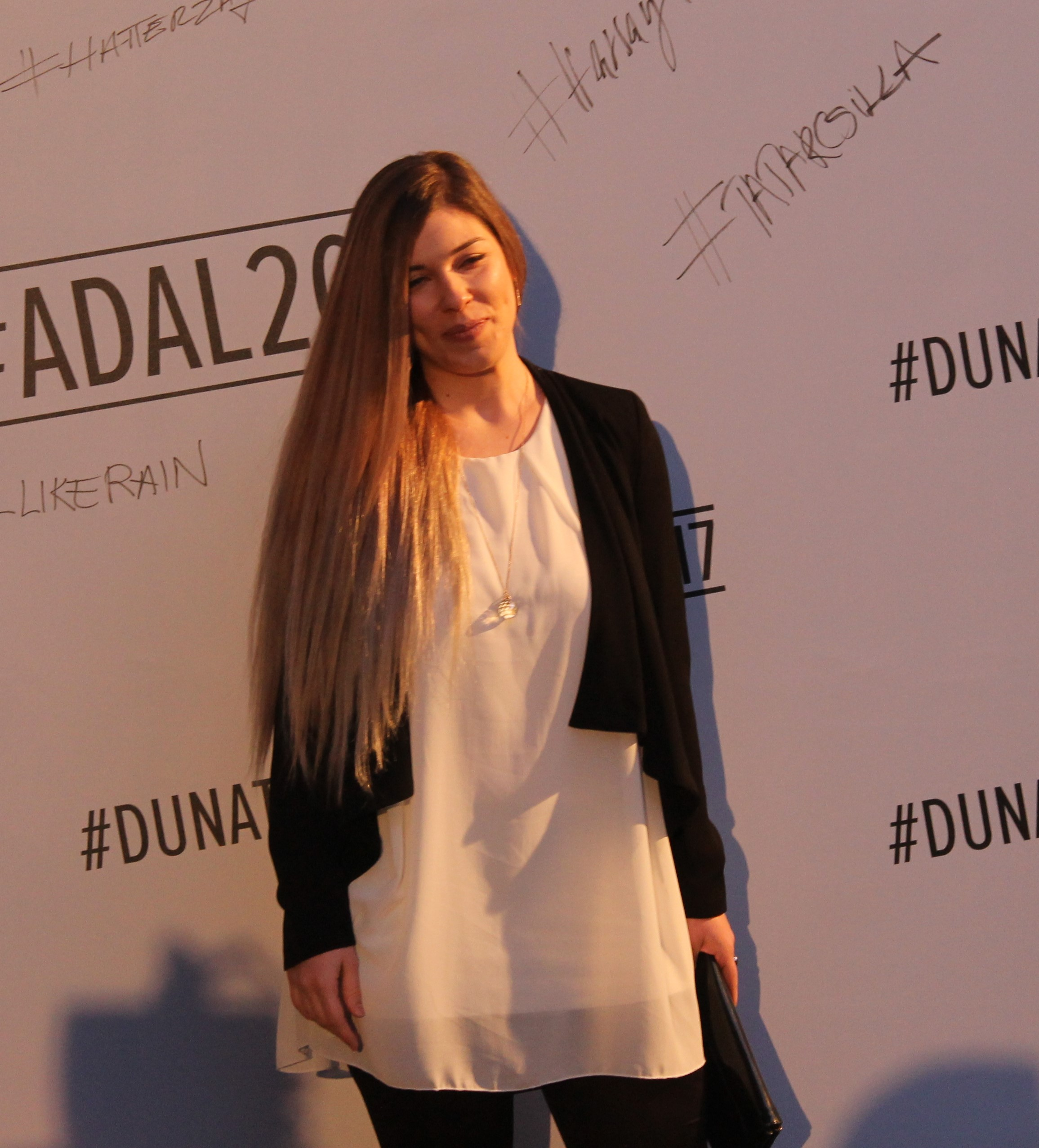
Kanizsa Gina a 2017-es Eurovíziós Dalfesztivál magyarországi előválogatójának első sajtótájékoztatóján az Akvárium Klubban

Kanizsa Georgina vagy Kanizsa Gina (Szolnok, 1988. április 27. –) magyar énekes, előadó, a 2017-es Eurovíziós Dalfesztivál magyarországi előválogatójának döntőse és a műsor felfedezettje. 2015-ben diplomázott a Liszt Ferenc Zeneművészeti Egyetem jazz-ének szakán, jelenleg a Zeneakadémia mesterszakos hallgatója.

## Életpályája
2008 és 2013 között az E.T.a.P zenekar énekese és szövegírója volt, mellyel 2011-ben az első Talentométer tehetségkutatóban megnyerte az elektronikus kategória első helyezését, elhozva a közönségdíjat és a zsűri különdíját is. 2010 és 2015 között a Calm Spirit zenekar énekese és szövegírója volt, 2012-ig a Kanizsa Gina & Third Plan jazz zenekar énekese és vezetője is volt. A 2013-ban alakult Silence Fiction alternatív jazz kvartett énekese, szövegírója és zeneszerzője lett, mellyel 2015-ben debütáló albummal mutatkozott be.
2012-ben csatlakozott a Jazzation acappella együtteshez, mellyel 2013-ban a grazi Vokal Total A Cappella versenyen megnyerte a jazz kategória nagydíját, a Ward Swingle Awardot. 2014-ben az olaszországi Pinerolóban a Winter Vocal Festival acappella-nagydíja mellett ő vehette át a nemzetközi verseny A Fesztivál hangja elismerését. 2015-ben a Lipcsei Nemzetközi Acappella Verseny nagydíját és a közönségdíjat nyerte el a Jazzation színeiben.
2016-ban a Twisted című album Beautiful Love című felvétele megkapta az amerikai Independent Music Awards Vox Populi közönségdíját. 2016-ban Lakatos Ablakos Dezső jazz-előadóművészi ösztöndíjat nyert. 2016 októberében önálló estet adott Budapesten a CAFé Fesztivál keretein belül. A 2016-os Jazzy Dalversenyen döntőbe jutott a How We Love című dala, melyet AnnaElzával közösen adtak elő. Gina több neves jazzformációval is együtt dolgozik, mint például a Márkus Tibor vezette Equinox, melynek 2017-es új lemezén a vokális kompozíciók szövegét jegyzi. 2015 óta az Etűd Zeneművészeti Szakközépiskola jazz-ének tanára.
2016. december 8-án bejelentették, hogy a Duna eurovíziós dalválasztó műsorába, A Dal 2017-be bejutott a Fall Like Rain című dala. Először 2017. január 28-án, a nemzeti dalválasztó második válogatójában lépett színpadra, ahol a zsűri és a nézők szavazatai alapján holtversenyben az első helyen végzett, és továbbjutott az elődöntőbe. 2017. február 10-én, A Dal első elődöntőjéből a zsűri és a nézők szavazatai alapján 45 ponttal az első helyen végzett, és továbbjutott a műsor döntőjébe.

## Díjak, elismerések
- A Dal felfedezettje (2017)

## Diszkográfia

### Stúdióalbumok
- Twisted (2016)

### Kislemezek
- Beautiful Love (2016)
- How We Love (2016) (AnnaElzával közösen)
- Fall Like Rain (2017)